# Consell Departamental dels Pirineus Atlàntics
El Consell Departamental dels Pirineus Atlàntics (en occità Conselh Departamental dehts Pirenèus Atlantics; en basc Pirinio Atlantikoetako Departamenduko Kontseilua) és l'assemblea deliberant executiva del departament francès dels Pirineus Atlàntics, a la regió de la Nova Aquitània. També és anomenat informalment Parlament de Navarra.
La seu es troba a Pau i des de 2008 el president és Jean Castaings (UMP).

## Antics presidents
- Louis Inchauspé 1949-1960
- Jean-Louis Tinaud 1960-1964
- Pierre de Chevigné 1964-1976
- Franz Duboscq 1976-1985
- Henri Grenet 1985 - 1992
- François Bayrou 1992 - 2001
- Jean-Jacques Lasserre (UDF) 2001 - 2008

## Composició
El març de 2008 el Consell Departamental dels Pirineus Atlàntics era constituït per 52 elegits pels 52 cantons dels Pirineus Atlàntics.
| Partit                              | Sigles | Electes |
| ----------------------------------- | ------ | ------- |
| Grup d'Esquerra (26 escons)         |        |         |
| Partit Socialista                   | PS     | 24      |
| Divers Gauche                       | DVG    | 2       |
| Grup de Dretes (26 escons)          |        |         |
| Nou Centre                          | NC     | 2       |
| Moviment Demòcrata                  | MoDem  | 14      |
| Divers Droite                       | DVD    | 3       |
| Unió pel Moviment Popular           | UMP    | 7       |
| President del Consell Departamental |        |         |
| Jean Castaings (UMP)                |        |         |